# Oxidercia sciogramma
Oxidercia sciogramma là một loài bướm đêm trong họ Noctuidae.